# سمارة جوي
سمارة جوي ماكليندون (من مواليد 11 نوفمبر 1999) هي مغنية جاز أمريكية. أصدرت ألبومها الأول الذي يحمل عنوانًا ذاتيًا في عام 2021 وحصلت لاحقًا على لقب أفضل فنان جديد من قبل JazzTimes. صدر ألبومها الثاني، Linger Awhile، في سبتمبر 2022 وفاز بجائزة أفضل ألبوم Jazz Vocal في حفل توزيع جوائز غرامي لعام 2023، حيث حصلت أيضًا على جائزة أفضل فنانة جديدة. تعد ثاني موسيقى جاز فوزًا بالجائزة.